# Eiskunstlauf-Weltmeisterschaften 2026
Die 115. Eiskunstlauf-Weltmeisterschaften sollen vom 23. bis 29. März 2026 in der tschechischen Hauptstadt Prag stattfinden. Am 12. Oktober 2022 vergab die Internationale Eislaufunion (ISU) die Weltmeisterschaften an Prag. Die Stadt hatte sich für die die Titelkämpfe 2025 bis 2027 beworben, nachdem die Weltmeisterschaften 2024, nach dem Ausfall 2020, an das kanadische Montreal vergeben wurden. Prag ist nach 1939, 1962 und 1993 zum vierten Mal Austragungsort von Eiskunstlauf-Weltmeisterschaften.